# Kratochwill Mimi
Kratochwill Mimi (Budapest, 1931. december 12. – 2024. augusztus 26.) magyar művészettörténész.

## Életpályája
1963–1968 között az Eötvös Loránd Tudományegyetem Bölcsészettudományi Kar művészettörténet szakán tanult. 1964–1991 között a Műcsarnok munkatársaként, 1991-től független művészettörténészként XX. századi magyar, valamint külföldi képző- és iparművészek kiállítását rendezte meg. 1974-ben bélyeget adott ki a Magyar Posta Zrt. Czóbel Béla Mimi című festményének reprodukciójával. 1997-től az Európai Akadémia levelező tagja volt.
Több kiállítás- és életműkatalógust szerkesztetett; többek közt Varga Imre, Csernus Tibor, Czóbel Béla részére. Több művész megfestette portréját.

## Főbb művei
- Fett Jolán (Budapest, 1978)
- A vásárhelyi őszi tárlatok és a kritika (Damjanich János Múzeum, Szolnok, 1979)
- Duray Tibor (Budapest, 1982)
- Czóbel Béla (Frank Jánossal, Budapest, 1983)
- Lesenyei Márta (Budapest, 1984)
- Szabó Vladimir (Budapest, 1987)
- Claire Szilard (Bayer Ilonával, Budapest, 1991)
- Marton László (1992)
- Reich Károly (Supka Magdolnával, 1992)
- Hertay Mária művészete (1994)
- Borsos Miklós üzenete 77 képben (Kéry Ilonával, 1994)
- Kiss Sándor (1995)
- Bernáth Aurél Emlékkönyv. A művész születésének 100. évfordulója tiszteletére (szerkesztette: Kratochwill Mimi; Bernáth Aurél Társaság, Budapest, 1995)
- Grand Hotel Hungária 1915–1995 (Duli Lászlóval, 1995)
- Réti Zoltán: Mikszáth-akvarellek (Praznovszky Mihállyal, Szakonyi Károllyal, 1997)
- Reich Károly. Emlékek, képek, gondolatok (R. Demjén Zsuzsával, 1997)
- Szabó Vladimir. Rajzok, rézkarcok, illusztrációk (Szabó Vladimirné Schmolka Ágnessel, Budapest, 1998)
- Márffy magángyűjteményekben (1998)
- Varga Imre 75 éves (Juhász Ferenccel, Szemenkár Mátyással, 1998)
- Udvardi Erzsébet (Korzenszky Richárddal, Szemenkár Mátyással, 1999)
- Czóbel Béla élete és művészete (2001)
- Czóbel et la France (2001)
- Borsos Miklós érmei. Portrék (2002)
- Reich Károly élete és művészete (2003)
- Reich Károly (2005)
- Hézső Ferenc (Hódmezővásárhely, Önkormányzat, 2008)
- Mimi kalendáriuma; bev., riportok, szerk. Bajnai Beke István; Magyar Képek, Veszprém–Bp., 2013

## Díjai
- Bánffy Miklós-díj (2002)
- A Magyar Érdemrend tisztikeresztje (2017)